# Llista de topònims de Les
Llista de topònims (noms propis de lloc) del municipi de Les, a la Val d'Aran
Informació actualitzada per un bot. Els canvis manuals es perdran quan s'actualitzi!

## borda
| imatge | Nom                    | Ubicat a | instància de | Detalls                     | coordenades                                                          | Protecció                   | Commons (més fotos) | Dades a WD                    |
| ------ | ---------------------- | -------- | ------------ | --------------------------- | -------------------------------------------------------------------- | --------------------------- | ------------------- | ----------------------------- |
|        | Borda Joaquin          | Les      | borda        | Estil: arquitectura popular |                                                                      | bé cultural d'interès local |                     | Modifica les dades a Wikidata |
|        | Bòrdes de Vilhèra      | Les      | borda        |                             | 42° 48′ 57″ N, 0° 41′ 59″ E / 42.8158933459843°N,0.699607197791992°E |                             |                     | Modifica les dades a Wikidata |
|        | Cabana des Engenhaires | Les      | borda        |                             | 42° 48′ 22″ N, 0° 43′ 53″ E / 42.8060113426958°N,0.73145235867081°E  |                             |                     | Modifica les dades a Wikidata |

## casa
| imatge | Nom                  | Ubicat a | instància de | Detalls                     | coordenades                                                                   | Protecció                                  | Commons (més fotos)  | Dades a WD                    |
| ------ | -------------------- | -------- | ------------ | --------------------------- | ----------------------------------------------------------------------------- | ------------------------------------------ | -------------------- | ----------------------------- |
|        | Çò de Jèp de Montoya | Les      | casa         | Estil: arquitectura popular | 42° 48′ 44″ N, 0° 42′ 53″ E / 42.812215°N,0.71461°E 639 msnm                  | bé integrant del patrimoni cultural català | Çò de Jèp de Montoya | Modifica les dades a Wikidata |
|        | Çò des d'Arroes      | Les      | casa         | Estil: arquitectura popular | 42° 48′ 43″ N, 0° 42′ 45″ E / 42.811935°N,0.71239°E ca:Carrer Era Carrèra, 19 | bé integrant del patrimoni cultural català |                      | Modifica les dades a Wikidata |
|        | Çò des de Montaya    | Les      | casa         | Estil: arquitectura popular | 42° 48′ 46″ N, 0° 42′ 45″ E / 42.8129°N,0.712515°E                            | bé integrant del patrimoni cultural català |                      | Modifica les dades a Wikidata |
|        | Çò des de Mossènpeir | Les      | casa         | Estil: arquitectura popular | 42° 48′ 41″ N, 0° 42′ 44″ E / 42.811503°N,0.712253°E 632 msnm                 | bé integrant del patrimoni cultural català | Çò des de Mossènpeir | Modifica les dades a Wikidata |
|        | Çò des de Rodriguez  | Les      | casa         | Estil: arquitectura popular | 42° 48′ 32″ N, 0° 42′ 39″ E / 42.809018°N,0.710733°E                          | bé integrant del patrimoni cultural català | Çò des de Rodriguez  | Modifica les dades a Wikidata |
|        | Çò des deth Hustèr   | Les      | casa         | Estil: arquitectura popular | 42° 48′ 40″ N, 0° 42′ 43″ E / 42.8111°N,0.711992°E                            | bé integrant del patrimoni cultural català |                      | Modifica les dades a Wikidata |

## edifici
| imatge | Nom                                                          | Ubicat a | instància de | Detalls                                                     | coordenades                                               | Protecció                                  | Commons (més fotos)            | Dades a WD                    |
| ------ | ------------------------------------------------------------ | -------- | ------------ | ----------------------------------------------------------- | --------------------------------------------------------- | ------------------------------------------ | ------------------------------ | ----------------------------- |
|        | Antic Casino                                                 | Les      | edifici      | Estil: arquitectura eclèctica                               |                                                           | bé integrant del patrimoni cultural català |                                | Modifica les dades a Wikidata |
|        | Es Monges dera Sagrada Família                               | Les      | edifici      | Estil: arquitectura popular                                 | 42° 48′ 43″ N, 0° 42′ 45″ E / 42.812°N,0.71259°E 632 msnm | bé integrant del patrimoni cultural català | Es Monges dera Sagrada Família | Modifica les dades a Wikidata |
|        | Eth Ressèc e era Lum de Les                                  | Les      | edifici      | Estil: arquitectura popular                                 | 42° 48′ 41″ N, 0° 42′ 39″ E / 42.811348°N,0.710911°E      | bé integrant del patrimoni cultural català | Eth Ressèc e era Lum de Les    | Modifica les dades a Wikidata |
|        | edifici de la Caixa de Pensions per a la Vellesa i l'Estalvi | Les      | edifici      | Arquitecte: Josep Maria Pericas i Morros Estil: noucentisme | 42° 48′ 39″ N, 0° 42′ 36″ E / 42.8108°N,0.70999°E         | bé integrant del patrimoni cultural català |                                | Modifica les dades a Wikidata |

## església
| imatge | Nom                             | Ubicat a | instància de    | Detalls                       | coordenades                                                        | Protecció                                  | Commons (més fotos)        | Dades a WD                    |
| ------ | ------------------------------- | -------- | --------------- | ----------------------------- | ------------------------------------------------------------------ | ------------------------------------------ | -------------------------- | ----------------------------- |
|        | Sant Blai de Les                | Les      | església        | Estil: arquitectura romànica  | 42° 48′ 48″ N, 0° 42′ 56″ E / 42.81347°N,0.71555°E 648 msnm        | bé integrant del patrimoni cultural català | Capella de Sant Blas (Les) | Modifica les dades a Wikidata |
|        | capella de la Verge de les Neus | Les      | església ermita | Estil: arquitectura eclèctica | 42° 49′ 00″ N, 0° 42′ 52″ E / 42.8167°N,0.714582°E                 | bé integrant del patrimoni cultural català | Capella de la Pietat (Les) | Modifica les dades a Wikidata |
|        | església de Sant Joan Baptista  | Les      | església        | Estil: arquitectura barroca   | 42° 48′ 44″ N, 0° 42′ 46″ E / 42.812222222222°N,0.71277777777778°E | bé integrant del patrimoni cultural català | Glèisa de Les              | Modifica les dades a Wikidata |

## muntanya
| imatge | Nom                 | Ubicat a    | instància de | Detalls | coordenades                                                              | Protecció | Commons (més fotos)     | Dades a WD                    |
| ------ | ------------------- | ----------- | ------------ | ------- | ------------------------------------------------------------------------ | --------- | ----------------------- | ----------------------------- |
|        | Cap de Leitàs       | Les         | muntanya     |         | 42° 48′ 49″ N, 0° 39′ 54″ E / 42.8137°N,0.664958°E 1964.7 msnm           |           |                         | Modifica les dades a Wikidata |
|        | Cap dera Tòra       | Les         | muntanya     |         | 42° 49′ 11″ N, 0° 40′ 05″ E / 42.8197°N,0.668022°E 1923.6 msnm           |           |                         | Modifica les dades a Wikidata |
|        | Cap des Agudes      | Bausen Les  | muntanya     |         | 42° 49′ 36″ N, 0° 41′ 22″ E / 42.826556°N,0.689446°E 1678 msnm           |           | Cap des Agudes          | Modifica les dades a Wikidata |
|        | Eth Cau de Naut     | Les         | muntanya     |         | 42° 48′ 20″ N, 0° 44′ 23″ E / 42.8055°N,0.739603°E 1805 msnm             |           | Eth Cau de Naut         | Modifica les dades a Wikidata |
|        | Malh deth Chuc      | Les         | muntanya     |         | 42° 48′ 24″ N, 0° 40′ 12″ E / 42.80656389°N,0.66995°E 2018 msnm          |           | Malh deth Chuc          | Modifica les dades a Wikidata |
|        | Montlude            | Vilamòs Les | muntanya     |         | 42° 47′ 07″ N, 0° 45′ 31″ E / 42.7852609493°N,0.758715323462°E 2518 msnm |           | Montlude                | Modifica les dades a Wikidata |
|        | Tuc de Bedurt       | Les         | muntanya cim |         | 42° 48′ 33″ N, 0° 40′ 07″ E / 42.80919444°N,0.66860611°E 1980 msnm       |           |                         | Modifica les dades a Wikidata |
|        | Tuc de Pontner      | Les         | muntanya     |         | 42° 48′ 55″ N, 0° 39′ 54″ E / 42.81529444°N,0.66489444°E 1979.3 msnm     |           |                         | Modifica les dades a Wikidata |
|        | Tuc des Neres       | Les Bossòst | muntanya     |         | 42° 47′ 36″ N, 0° 44′ 13″ E / 42.7933°N,0.737083°E 2244 msnm             |           | Tuc des Neres (Bossòst) | Modifica les dades a Wikidata |
|        | Tuc des Tres Corets | Les         | muntanya     |         | 42° 49′ 28″ N, 0° 40′ 13″ E / 42.82430833°N,0.67014722°E 1949.6 msnm     |           |                         | Modifica les dades a Wikidata |

## nucli de població
| imatge | Nom          | Ubicat a | instància de      | Detalls | coordenades                                                         | Protecció | Commons (més fotos) | Dades a WD                    |
| ------ | ------------ | -------- | ----------------- | ------- | ------------------------------------------------------------------- | --------- | ------------------- | ----------------------------- |
|        | Banhs de Les | Les      | nucli de població |         | 42° 48′ 33″ N, 0° 42′ 42″ E / 42.8090586965771°N,0.71173605631568°E |           |                     | Modifica les dades a Wikidata |
|        | Cerirs       | Les      | nucli de població |         | 42° 48′ 36″ N, 0° 41′ 36″ E / 42.810009805932°N,0.69337349829399°E  |           |                     | Modifica les dades a Wikidata |

## serra
| imatge | Nom                 | Ubicat a            | instància de | Detalls | coordenades                                                        | Protecció | Commons (més fotos) | Dades a WD                    |
| ------ | ------------------- | ------------------- | ------------ | ------- | ------------------------------------------------------------------ | --------- | ------------------- | ----------------------------- |
|        | Malh des Bessons    | Les Bausen          | serra        |         | 42° 49′ 35″ N, 0° 41′ 07″ E / 42.826456°N,0.685246°E 1691 msnm     |           | Malh des Bessons    | Modifica les dades a Wikidata |
|        | sarrat des Malhs    | Les                 | serra        |         | 42° 48′ 57″ N, 0° 42′ 00″ E / 42.81596111°N,0.70013833°E 1100 msnm |           |                     | Modifica les dades a Wikidata |
|        | sèrra deth Montlude | Bossòst Les Vilamòs | serra        |         | 42° 47′ 15″ N, 0° 44′ 35″ E / 42.787416°N,0.74292°E 2518.6 msnm    |           |                     | Modifica les dades a Wikidata |

## Misc
| imatge | Nom                                     | Ubicat a                             | instància de                                                          | Detalls                                                       | coordenades | Protecció                                            | Commons (més fotos)         | Dades a WD                    |
| ------ | --------------------------------------- | ------------------------------------ | --------------------------------------------------------------------- | ------------------------------------------------------------- | --- | ---------------------------------------------------- | --------------------------- | ----------------------------- |
|        | Antiga Central hidroelèctrica de Cledes | Les                                  | central hidroelèctrica                                                |                                                               | 42° 48′ 09″ N, 0° 42′ 15″ E / 42.802455°N,0.704125°E 649 msnm                                                                   |                                                      | Central de Cledes           | Modifica les dades a Wikidata |
|        | Arribèra deth Garona                    | Les Canejan Bausen Naut Aran         | àrea protegida Pla d'Espais d'Interès Natural                         | 1992 Superfície: 213.07908ha                                  | 42° 49′ 52″ N, 0° 43′ 48″ E / 42.831°N,0.73°E                                                                                   |                                                      | Arribèra deth Garona        | Modifica les dades a Wikidata |
|        | Arriu d'Antòni                          | Les                                  | curs d'aigua                                                          | Travessa: Vall d'Aran Desemboca: Garona                       | 42° 48′ 29″ N, 0° 42′ 25″ E / 42.808161°N,0.706842°E 42° 49′ 03″ N, 0° 41′ 14″ E / 42.817472222222°N,0.68711111111111°E         |                                                      |                             | Modifica les dades a Wikidata |
|        | Banys de Les                            | Les                                  | balneari edifici                                                      | Estil: arquitectura eclèctica 19th century                    | 42° 48′ 25″ N, 0° 42′ 33″ E / 42.807015°N,0.709129°E oc:C. des Banhs 644 msnm                                                   | bé integrant del patrimoni cultural català           | Banys de Les                | Modifica les dades a Wikidata |
|        | Castell de Les                          | Les                                  | castell                                                               |                                                               | 42° 48′ 44″ N, 0° 43′ 02″ E / 42.8123°N,0.717309°E oc:Carrèr deth Castèth ca:C. del Castell 726 msnm                            | bé d'interès cultural bé cultural d'interès nacional | Castell de Pijoèrt          | Modifica les dades a Wikidata |
|        | Coth de Fontfreda                       | Les Banhèras de Luishon              | collada                                                               |                                                               | 42° 48′ 12″ N, 0° 40′ 12″ E / 42.803366°N,0.670111°E 1902 msnm                                                                  |                                                      | Coth de Fontfreda           | Modifica les dades a Wikidata |
|        | Era Mòla de Les                         | Les                                  | molí d'aigua                                                          | Estil: arquitectura popular                                   | 42° 48′ 35″ N, 0° 42′ 40″ E / 42.809644°N,0.711111°E                                                                            | bé cultural d'interès local                          | Era Mòla de Les             | Modifica les dades a Wikidata |
|        | Garona                                  | Occitània Vall d'Aran Nova Aquitània | riu                                                                   | Desemboca: estuari de la Gironda Llarg: 647km Conca: 56000km² | 42° 37′ 04″ N, 0° 58′ 08″ E / 42.6178°N,0.9689°E 45° 02′ 19″ N, 0° 36′ 40″ O / 45.0386°N,0.6111°O                               |                                                      | Garonne                     | Modifica les dades a Wikidata |
|        | Les                                     | Les                                  | entitat singular de població capital municipal                        | 1031 hab                                                      | 42° 48′ 39″ N, 0° 42′ 38″ E / 42.81076°N,0.7105°E 633 msnm                                                                      |                                                      |                             | Modifica les dades a Wikidata |
|        | Libocedres de Les III                   | Les                                  | arbre singular                                                        | Taxon: Calocedrus decurrens (Calocedrus decurrens)            | 42° 48′ 32″ N, 0° 42′ 31″ E / 42.80887°N,0.7086°E                                                                               |                                                      |                             | Modifica les dades a Wikidata |
|        | Montanhes de Les e Bossòst              | Bausen Les Bossòst                   | espai d'interès natural àrea protegida Pla d'Espais d'Interès Natural | 1992 Superfície: 3010.51483ha                                 | 42° 49′ N, 0° 41′ E / 42.82°N,0.69°E                                                                                            |                                                      | Montanhes de Les e Bossòst  | Modifica les dades a Wikidata |
|        | Montlude                                | Les                                  | vèrtex geodèsic                                                       | Alt: 1.17m                                                    | 42° 47′ 07″ N, 0° 45′ 31″ E / 42.785252°N,0.758718°E 2517.817 msnm                                                              |                                                      |                             | Modifica les dades a Wikidata |
|        | Plaça deth Haro                         | Les                                  | plaça                                                                 | Estil: arquitectura popular                                   | 42° 48′ 44″ N, 0° 42′ 48″ E / 42.81221°N,0.71325°E ca:Plaça deth Haro                                                           | bé cultural d'interès local                          | Haro de Les, Catalonia      | Modifica les dades a Wikidata |
|        | Polígon industriau Escamunt             | Les                                  | polígon industrial                                                    |                                                               | 42° 49′ 13″ N, 0° 42′ 50″ E / 42.8201609924027°N,0.713956427766572°E                                                            |                                                      |                             | Modifica les dades a Wikidata |
|        | Pònt dera Lana                          | Les                                  | pont                                                                  | Travessa: Garona                                              | 42° 49′ 26″ N, 0° 43′ 30″ E / 42.8238399111171°N,0.725050744025574°E                                                            |                                                      |                             | Modifica les dades a Wikidata |
|        | Vielha Capèla de Les                    | Les                                  | edifici històric capella                                              |                                                               | 42° 48′ 49″ N, 0° 42′ 53″ E / 42.8136760092017°N,0.71478250788517°E                                                             |                                                      |                             | Modifica les dades a Wikidata |
|        | casa consistorial de Les                | Les                                  | casa consistorial                                                     |                                                               | 42° 48′ 36″ N, 0° 42′ 37″ E / 42.8099311°N,0.7103559°E                                                                          |                                                      | Town hall of Les, Catalonia | Modifica les dades a Wikidata |
|        | el Casteret                             | Les                                  | torre de sentinella jaciment arqueològic                              |                                                               | 42° 47′ 57″ N, 0° 42′ 16″ E / 42.799166666667°N,0.70444444444444°E oc:Malh dera Torreta ca:sobre el turó de la Torreta 754 msnm | bé d'interès cultural bé cultural d'interès nacional |                             | Modifica les dades a Wikidata |
|        | la Baronia de Les                       | Les                                  | casal                                                                 | 17th century                                                  | 42° 48′ 49″ N, 0° 42′ 55″ E / 42.813735°N,0.715306°E oc:Passeg de Sant Blas 643 msnm                                            | bé d'interès cultural bé cultural d'interès nacional | La Baronia de Les           | Modifica les dades a Wikidata |